# Spirostreptus stenorhynchus
Spirostreptus stenorhynchus är en mångfotingart som beskrevs av Pocock 1893. Spirostreptus stenorhynchus ingår i släktet Spirostreptus och familjen Spirostreptidae. Inga underarter finns listade i Catalogue of Life.